# 二氟一氧化氙
二氟一氧化氙（XeOF2）为氙的四价氟氧化物，也是氙最低氧化态的氟氧化物。
2007年3月3日，通过先前研究的四氟化氙部分水解法，首次分离二氟一氧化氙。
XeF
4 + H
2O  →  XeOF
2 + 2 HF
这种化合物是T形分子构型的，不形成聚合物，但与氟化氢和乙腈形成加合物。
尽管在低温下稳定，二氟一氧化氙加热时剧烈分解，会放出氧气，或是歧化成二氟化氙和二氟二氧化氙：
2 XeOF
2  →  2 XeF
2 + O
2
2 XeOF
2  →  XeF
2 + XeO
2F
2

## 扩展阅读
- 无机化学丛书，第一卷